# 成龙电影艺术馆

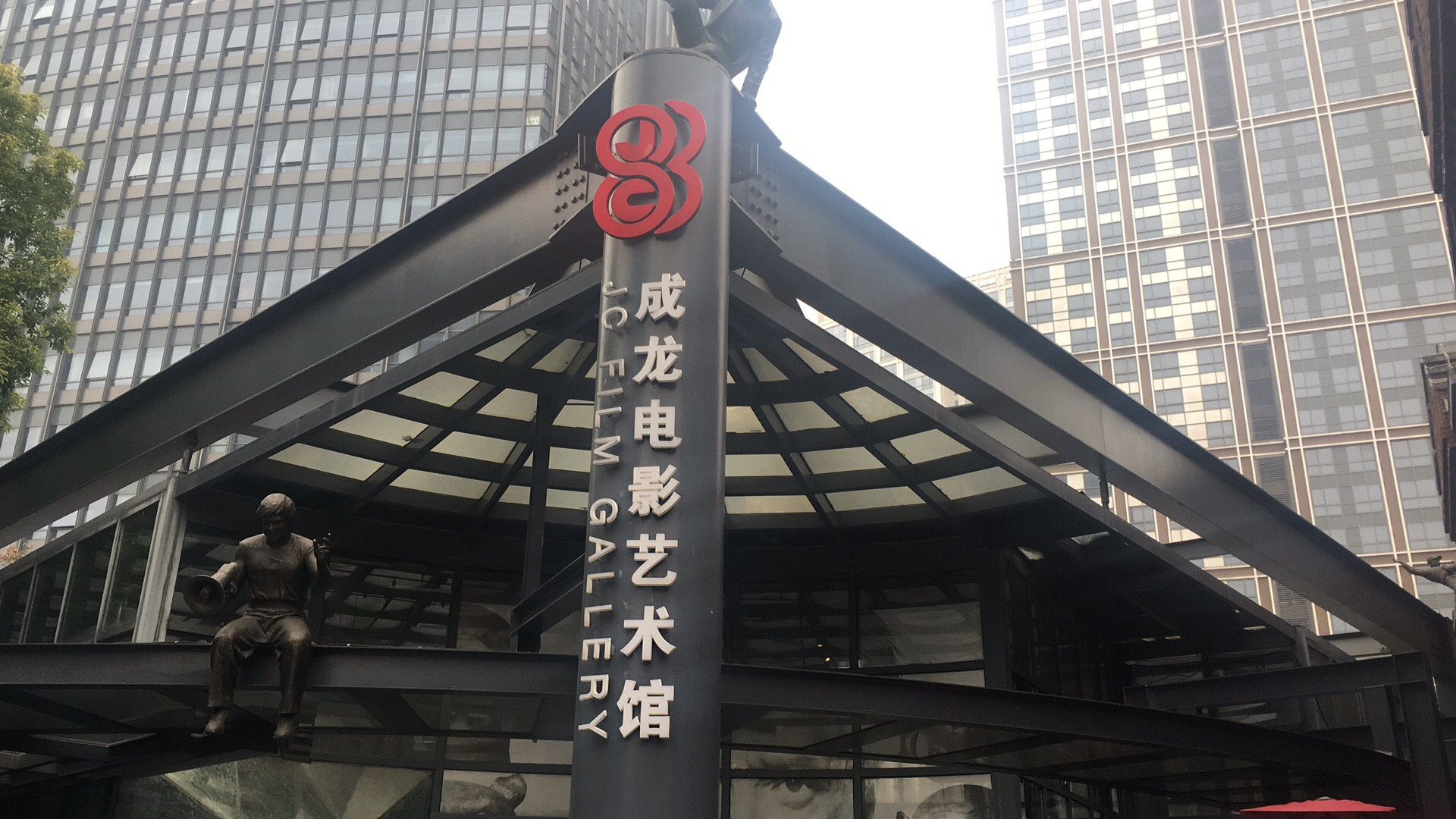
成龙电影艺术馆

31°13′27″N 121°23′37″E / 31.224064°N 121.39366°E
成龙电影艺术馆(英語：JC Film Gallery)是一座位于上海市普陀区的艺术馆，介绍成龙的艺术生涯，占地3100平方米。

## 历史
由成龙出资建设，2014年5月开馆，门票158元。